# LSR 1610−0040
LSR 1610−0040 ist ein astronomisches Objekt im Sternbild Schlange, das ein ungewöhnliches Spektrum und einen hohen B−V-Farbindex von ca. 3,3 aufweist.
Es handelt sich um ein astrometrisches Doppelsystem, das heißt ein System, das nicht in seine einzelnen Komponenten aufgelöst werden kann und nur durch die gemessene Schwankung der optisch beobachteten Position (Photozentrum) als aus zwei Komponenten bestehend identifiziert werden kann. Die daraus abgeleitete Umlaufzeit des Systems beträgt 1,66 ± 0,01 Jahre. Der photozentrische Orbit (d. h. die aufgrund des Photozentrums berechnete Bahn, das nicht unbedingt mit dem Baryzentrum übereinstimmen muss) hat eine große Halbachse von etwa 9 mas (entspricht hier ca. 0,3 AE) und eine Exzentrizität von etwa 0,4. Es wird vermutet, dass das System aus einem kühlen Stern und einem Braunen Zwerg besteht.

## Weblink
- LSR J1610-0040 bei Simbad. In: SIMBAD. Centre de Données astronomiques de Strasbourg